# Phoxinus bigerri
Phoxinus bigerri es una especie de pez dulceacuícola cipriniforme de la familia de los ciprínidos (Cyprinidae).
Los machos pueden llegar a medir 6,6 cm de longitud total.
De forma natural se encontraba en la cuenca del río Adur (Francia), las cuencas cantábricas centrales españolas y la cuenca del río Ebro (España). Es una especie que se encuentra en plena expansión en la península ibérica, donde se ha expandido a la cuenca del río Duero y otros ríos, como el río de la Chanca, en Pontevedra (en el noroeste de España).